# 鴨島町西麻植
鴨島町西麻植（かもじまちょうにしおえ）は、徳島県吉野川市の大字。郵便番号は〒776-0020。

## 地理
吉野川市の北東部に位置。北は鴨島町粟島・鴨島町知恵島、東は鴨島町上下島、西は川島町山田、南は鴨島町敷地に接する。
地域はすべて平坦地で、北部をJR徳島線が東西に走り、西麻植駅が設置されている。徳島市と三好市を結ぶ国道192号が東西に横断し、地内を北と南に分断している。
地内の中央部を麻名用水が東流し、南部は東禅寺山が低い丘陵状で東西に長く横たわり、1kmに及ぶ霊園となっている。かつては吉野川遊園地が存在したが、2011年（平成23年）8月31日をもって閉園した。

### 河川
- 江川
- 麻名用水

### 小字
- 青柳
- 江川
- 絵馬堂
- 麻植市
- 大東
- 新田
- 田渕
- 檀ノ原
- 東禅寺
- 中筋
- 西開
- 広畑

### 地番符号
- 番外（字青柳の地番区域）
- 添番外（字青柳の地番区域）

## 歴史
- 2004年（平成16年）10月1日 - 麻植郡鴨島町が川島町・山川町・美郷村と合併して吉野川市となり、現在の町名となる。

## 施設

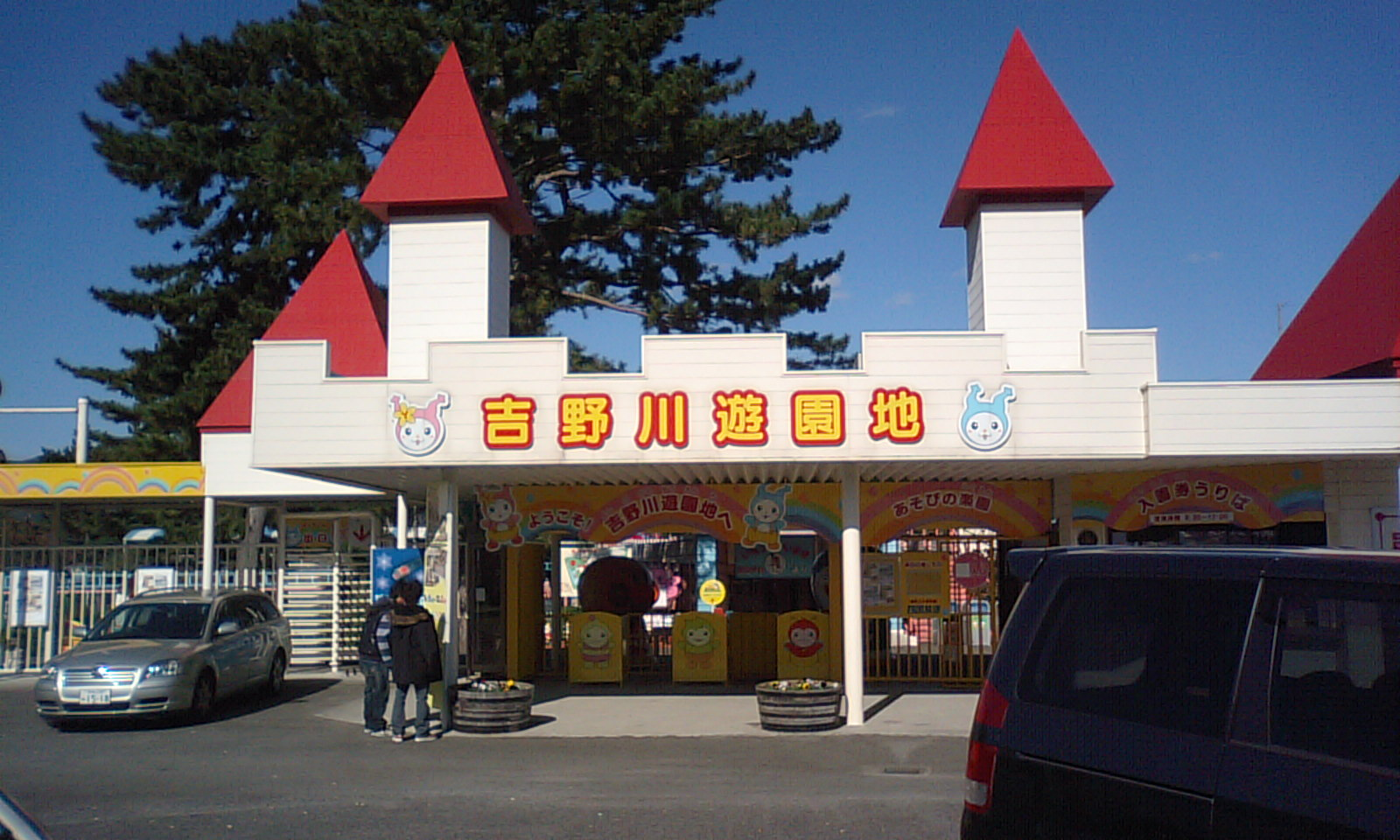
かつて存在した吉野川遊園地の入口

- 吉野川市立西麻植小学校
- 西麻植八幡神社
- 中内神社
- 笠松神社
- 大山祇神社
- 源神宮
- 徳島新聞吉野川支局
- 徳島バス・徳バス観光サービス鴨島営業所

かつて存在した施設
- 吉野川遊園地

## 交通

### 鉄道
四国旅客鉄道（JR四国）徳島線が通り、西麻植駅が設置されている。

### 道路
国道
- 国道192号

都道府県道
- 徳島県道238号川島西麻植停車場線
- 徳島県道240号西麻植下浦線

## 出身
- 近藤廉平 - 実業家